# Nokia 9110 Communicator
Nokia 9110 Communicator – smartfon z rodziny "komunikatorów" (Series 80), stworzonym przez Nokię w 1999 roku. Model ten jest podobny do poprzednika Nokii 9000, posiada ten sam system operacyjny (GEOS 3.0), lecz lepszą specyfikację sprzętową. Większość programów jest kompatybilna.